# Silberfeld Jakab
Silberfeld Jakab (Gyöngyös, 1878. szeptember 11. – Auschwitzi koncentrációs tábor, 1944. június 24.?) békéscsabai főrabbi, egyházi író.

## Élete
Silberfeld Izrael és Weisz Leonóra fia. 1893-tól 1903-ig volt a budapesti Országos Rabbiképző növendéke. 1902-ben avatták bölcsészdoktorrá Budapesten, 1904-ben pedig rabbivá. Ekkor választották meg nyíregyházai rabbinak. 1907-ben Aranyosmarótra került, majd 1913 óta békéscsabai főrabbiként működött.
1944-ben a békéscsabaiak közül a munkaképesnek minősített 250-300 ember került a birkenaui lagerba, a többieket, körülbelül 1900 idős békéscsabai lakost, anyákat és gyermekeiket, Silberfeld Jakab neológ és Tigermann Ignác ortodox főrabbival és családjával együtt még június 24-én gázkamrában gyilkolták meg.
Silberfeld jeles teológiai író volt, számos prédikáció-gyűjteménye, és judaisztikai tanulmánya jelent meg.

## Művei

### Folyóiratcikkek
Cikkei a Magyar-Zsidó Szemlében, a Zsidó Szemlében, az Egyenlőségben, a Múlt és Jövőben, a Szombati Újságban, és a Hamicpeban jelentek meg.

### Önállóan megjelent művek
- A lélekvándorlás tana a zsidó irodalomban. Budapest, 1902
- Szombati beszéd. Irta és 1904. júl. 30. Gyöngyösön a status-quo hitközség zsinagogájában elmondta. Budapest, 1904
- A nyíregyházai Ghevra Kadisa története (1856-1906), h. n., 1907
- Hangok a szívekhez. Szónoklatok. Nyíregyháza, 1908
- A  sófár.  Ros-hasónó-beszéd.  1910  (5671)  október  4-én  tartotta  dr.  – aranyosmaróti főrabbi. Aranyosmarót, 1910
- János vitéz és Toldi. Békéscsaba, 1914 (különnyomat a Békéscsaba és vidékéből.)
- Mécsláng és babér. Halotti szónoklatok, búcsúztatók és imák. Békéscsaba, 1917
- Mózestől Jézusig. Válaszul Szeberényi L. Zs. ev. lelkész Mózes vagy Jézus c. értekezésére. Békéscsaba, 1918
- Amiró lebész Jákob. A zsidóság főbb eszméi és vallásos életének nyilvánulásai. Békéscsaba, 1922
- Divré Sálóm veemesz (A béke és az igazság) Emlékbeszédek IV. Békéscsaba, 1924
- Émek habáchá. Siralomvölgye: A békéscsabai és békés megyei zsidó hősi halottak emlékezete, Békéscsaba, 1926
- Harsonazengés. Zsidó tárgyú felolvasások, előadások, beszédek, imák 2. Békéscsaba. 1928
- Harsonazengés. Zsidó tárgyú felolvasások, előadások, beszédek, imák 1. Békéscsaba. 1928
- A leányka elment. Írta és elmondta Rosenthal Ágika temetésén. Gyoma, 1930
- A zsidó vallásbölcsészet története. I. rész. A Biblia és a Talmud bölcsészete. Békéscsaba, 1933
- Lélekvándorlás a zsidóságban. Budapest: Makkabi Kiadó, 1999 (Kabbala könyvek)
- Ciprusgallyak
- Siratók hangja
- két héber nyelvű irat

### Fordítás
- ford. / Halidé Edib Hanum, Az új Turán. Egy török nő végzete (Olcsó könyvtár [ÚF] 1848–1850) (Budapest: Franklin, 1917)